# Giroflée des murailles
Erysimum cheiri
Pour les articles homonymes, voir Ravenelle (homonymie).
Espèce
Classification phylogénétique
La giroflée des murailles (Erysimum cheiri, syn. Cheiranthus cheiri), aussi appelée violier jaune ou ravenelle, bâton-d'or ou autrefois giroflée jaune ou cheiri, est une espèce de plantes à fleurs de la famille des Brassicacées assez commune en France, qui pousse sur les murs et dans les rocailles.
Elle doit son nom de giroflée au fait que ses fleurs ont une odeur ressemblant à celle du clou de girofle.

## Description

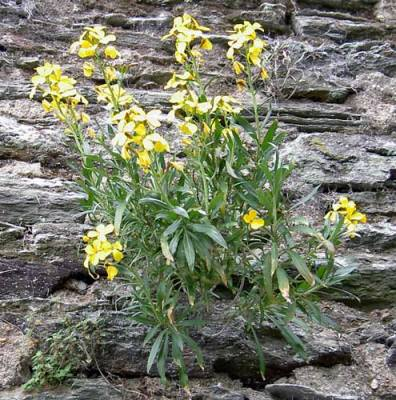
Erysimum cheiri.
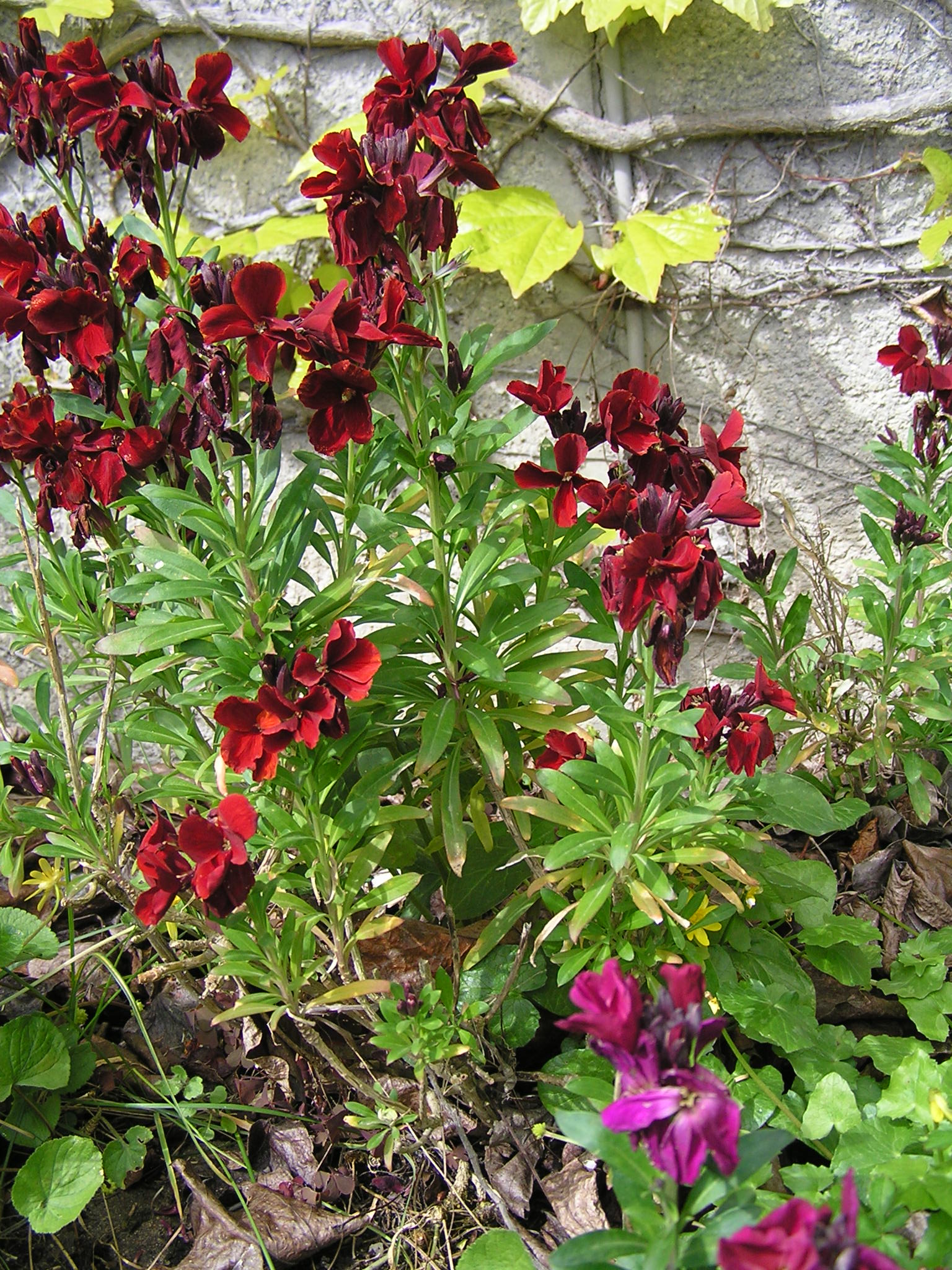
Giroflées aux diverses couleurs.
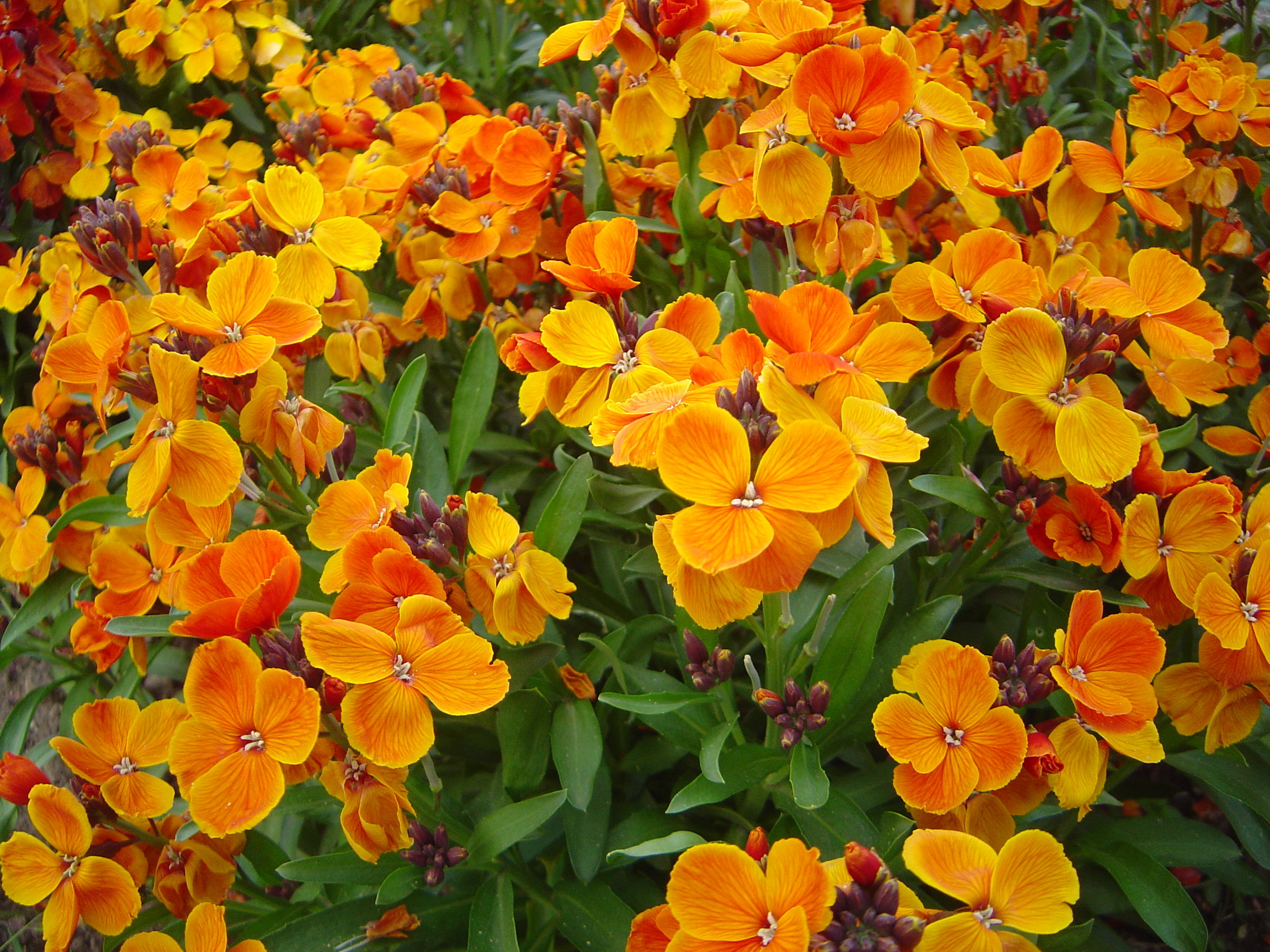
Variété 'Orange bedder'.

### Caractéristiques
Organes reproducteurs
- Couleur dominante des fleurs : jaune, orange, brun-rouge
- Période de floraison : mars-avril
- Inflorescence : racème simple
- Sexualité : hermaphrodite
- Pollinisation : entomogame

Graine
- Fruit : silique
- Dissémination : anémochore

Habitat et répartition
- Habitat type : parois européennes, eutrophiles
- L. Boodle, en 1904, note que ses feuilles peuvent être plus épaisses ou succulentes en bordure de mer[4].

## Systématique
L'espèce a été décrite par le naturaliste suédois Carl von Linné en 1769, reclassée par Heinrich Johann Nepomuk von Crantz.

### Synonyme
Cheiranthus cheiri

## Taxinomie
Sous-espèce
Erysimum cheiri subsp. inexpectans est une nouvelle sous-espèce, endémique d'Algérie.

## Culture
Elle apprécie le plein soleil et les sols pauvres où rien d'autre ne pousse.
Semée au printemps, elle fleurira dès le printemps suivant. Après la récolte des graines en fin d'été, on peut couper les tiges à mi-hauteur pour les bouturer.

## Utilisations
La giroflée fleurit très tôt au printemps, ce qui attire les abeilles et facilite ainsi la pollinisation des arbres fruitiers comme le pommier.
Des variétés à fleurs orange, rouges ou violettes, souvent panachées de jaune sont communément cultivées dans les jardins pour l'ornement.
L'essence de giroflée est extraite des fleurs pour la parfumerie.

### Usages médicinaux
Il a été montré (1971) que l'ajout de 20α-hydroxycholestérol-7-3H à des homogénats de feuilles de Cheiranthus cheiri produit de la prégnénolone et de la progestérone.
Différents stéroïdes cardiotoniques ont ensuite été isolés de plusieurs parties de cette plante.
Cette plante est citée dans divers manuscrits de médecine traditionnelle, et a une activité significative contre divers troubles physiologiques.
Ses usages étaient courants dans la médecine traditionnelle perse, et elle fait encore l'objet de recherches phytopharmaceutiques ; ainsi :
- Des posologies intravaginales à base de giroflée ont été très utilisées par la médecine traditionnelle à des fins utérotoniques (c'est-à-dire cherchant à augmenter la contractilité utérine) ; les données historique et des preuves pharmacologiques plus récentes laissent penser que cette plante a des effets inhibiteurs des stéroïdes cardiotoniques sur les pompes Na+ K+ ATPase des myocyte, pouvant ainsi affecter le vasospasme local résultant de l'hypoxie, de l'ischémie et de la contraction du tissu utérin[7]. D'autres études sont nécessaires pour éventuellement utiliser cette plante pour modifier la contractilité utérine[7].
- Un essai clinique randomisé et contrôlé (sur 64 patients) a récemment (2020) conclu qu'un cérat de médecine traditionnelle persane contenant de l'huile de giroflée (Erysimum cheiri) et de rose de Damas (Rosa × damascena) (WDC) a des résultats équivalents à ceux d'un topique classique chez le patient atteint de fissure anale aiguë (ulcère ischémique de la muqueuse de l'anus)[8],[9].
- Sur le modèle animal murin, Cheiranthus cheiri a un effet calmant sur le stress oxydatif cutané induit par l'acétate de 12-O-tétradécanoyl 13-phorbol (TPA), et diminue la toxicité de ce produit sur la peau de souris.
- Le prétraitement de souris de laboratoire avec Cheiranthus cheiri avant application d'huile de croton (ester de phorbol) a entraîné une inhibition dose-dépendante, voire une abrogation de la carcinogenèse cutanée (la tumeur était initiée par une application topique unique de 7,12-diméthylbenz(a)anthracène (DMBA) (40 ug/animal/0,2 ml d'acétone) aux souris puis (10 jours plus tard) entretenue par des applications topiques, deux fois par semaine, d'huile de croton. L'application topique de Cheiranthus cheiri 1 h avant chaque application d'huile de croton a significativement protégé les souris contre le cancer de la peau. Cette protection était dose-dépendante (moins d'incidence tumorale et moindre "rendement tumoral" par rapport au groupe témoin uniquement traité à l'huile de croton). On a aussi constaté une diminution du stress oxydatif cutané médié par le TPA (acétate de 12-O-tétradécanoyl 13-phorbol) si la souris a bénéficié d'une 'application topique de Cheiranthus cheiri avant le TPA ; on observe alors une certaine récupération de la déplétion médiée par le TPA dans le niveau et les activités des antioxydants cellulaires (glutathion réduit, la glutathion S-transférase, glutathion réductase, la glutathion peroxydase et catalase[10].

Par ailleurs, la giroflée est utilisée comme principe actif dans les granules homéopathiques Cheiranthus cheiri dans le traitement de l'inflammation de la dent de sagesse.

## Toxicité
La fleur est toxique.

## Symbolique

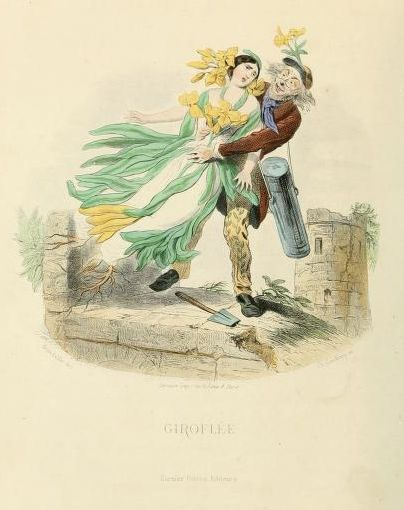
Giroflée, dessin d'Édouard Maubert, dans Les Fleurs animées de Granville, œuvre publiée en 1867.

### Langage des fleurs
Dans le langage des fleurs, la giroflée symbolise la promptitude.

### Calendrier républicain
- Dans le calendrier républicain, le bâton-d'or était le nom attribué au 13e jour du mois de floréal[12] (généralement chaque 2 mai du calendrier grégorien), le violier au 3e de celui de ventôse (généralement les 21 février grégoriens).

## Galerie

Fleurs de giroflées de différentes couleurs
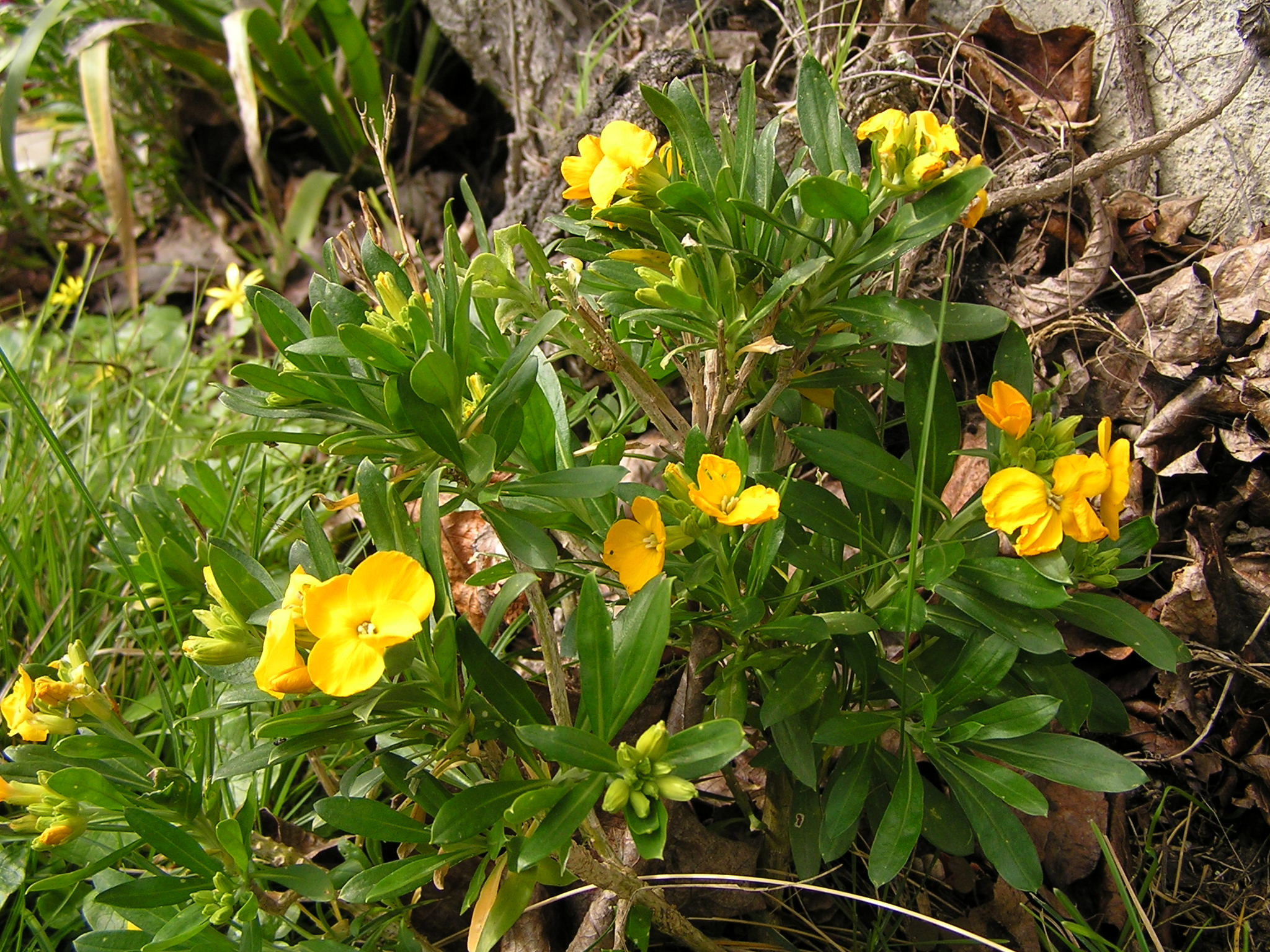
jaunes.
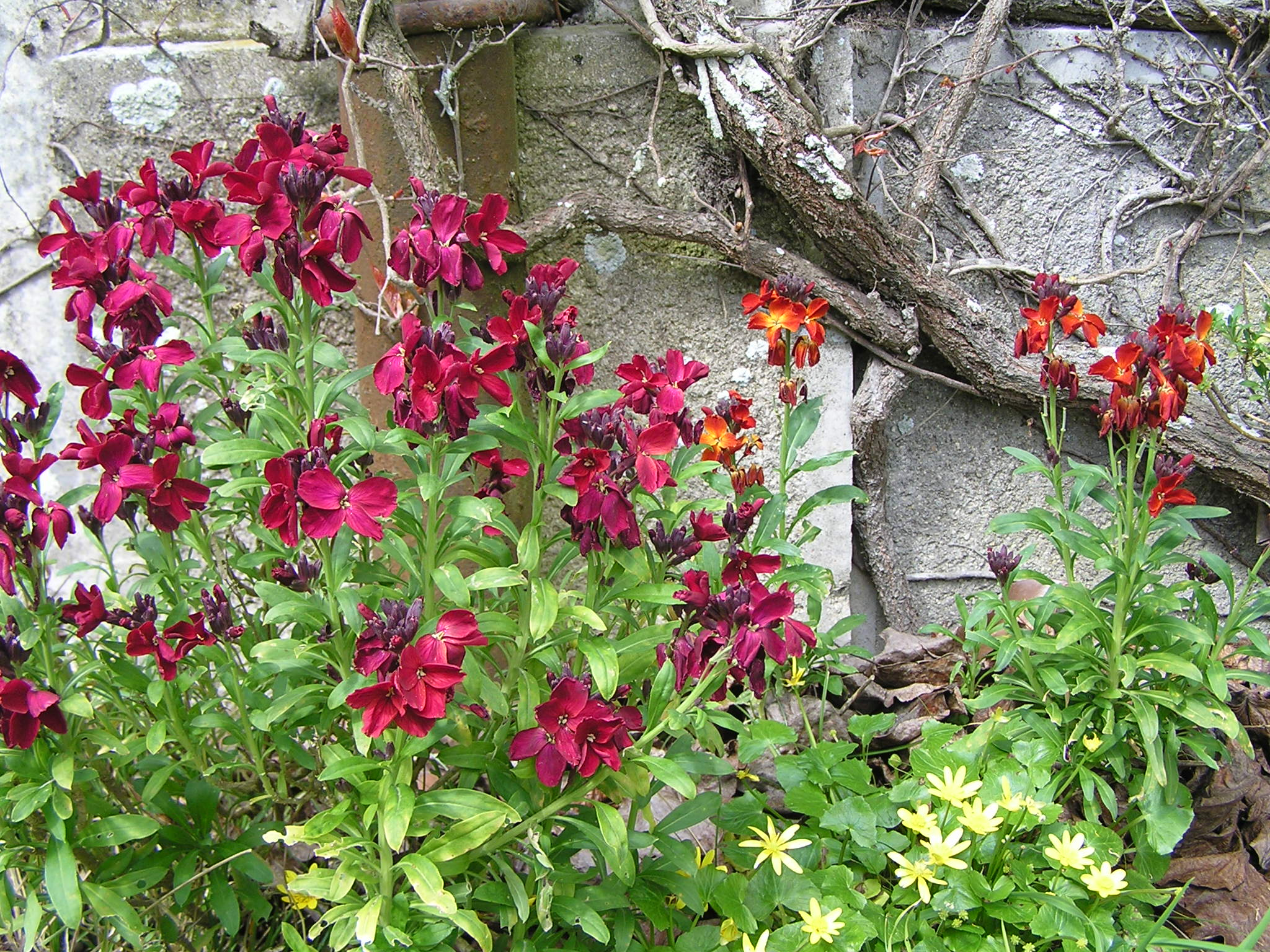
orange, rouge.
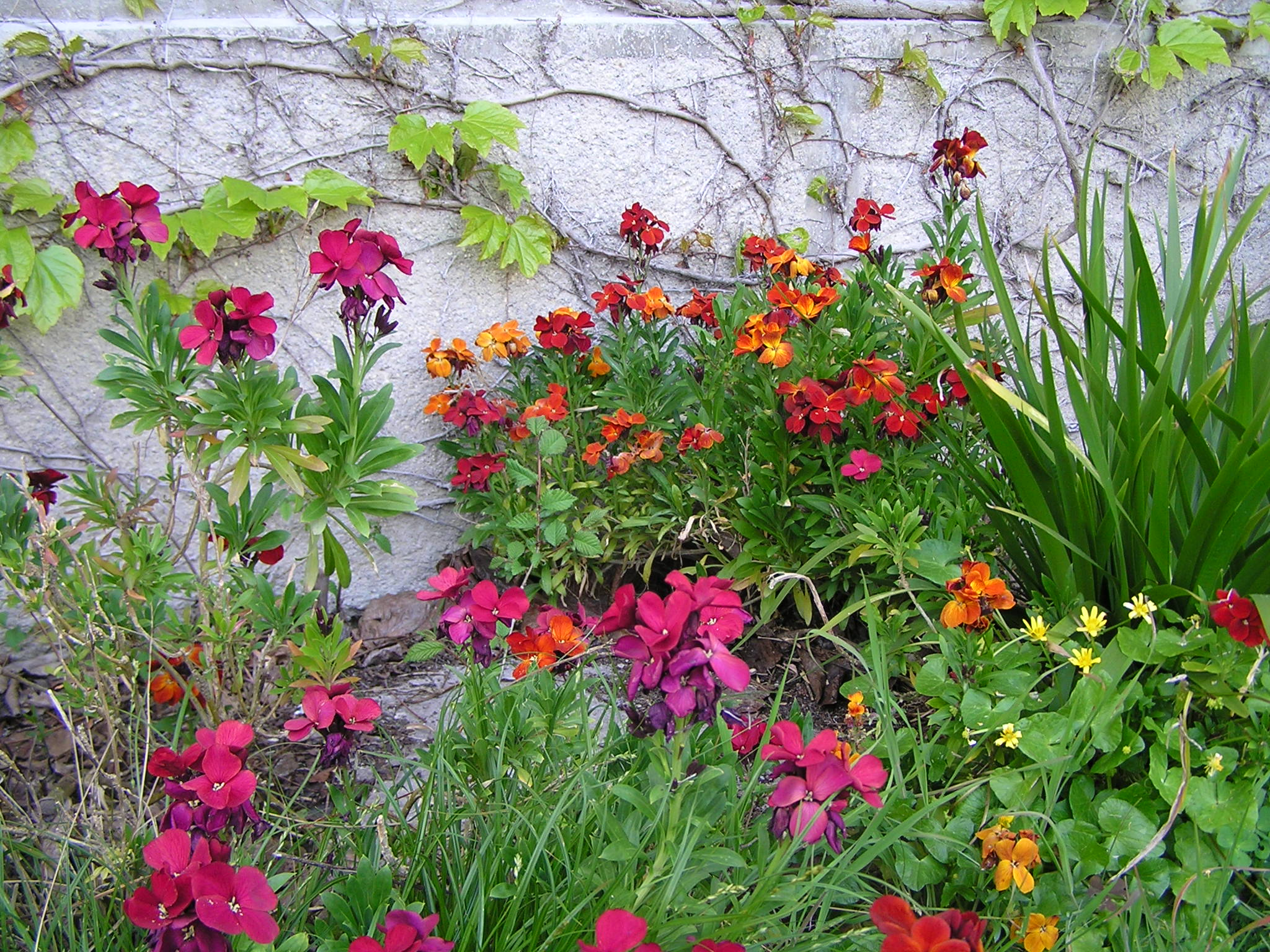
panachées.
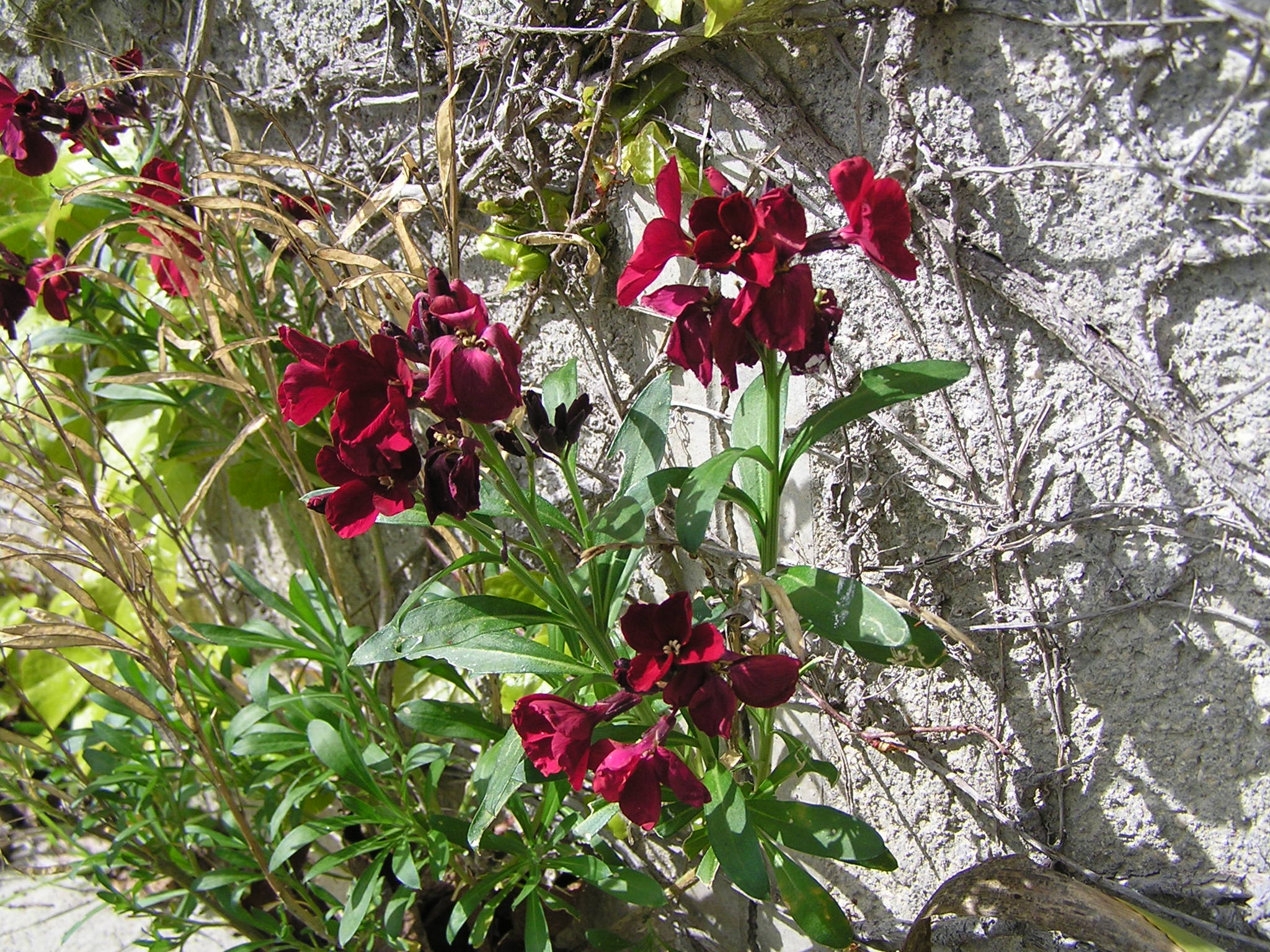
giroflées grenat.